# Conus molis
Conus molis é uma espécie de gastrópode do gênero Conus, pertencente à família Conidae.